# Меккель, Якоб
Клеменс Вильгельм Якоб Меккель (англ. Klemens Wilhelm Jacob Meckel28 марта 1842 — 5 июля 1905) — генерал прусской армии и иностранный советник при правительстве во время периода Мэйдзи в Японии.

## Биография
Меккель родился в Кёльне, Рейнская провинция, Пруссия. Он окончил военную академию прусской армии в 1867 году. Был ветераном Франко-прусской войны, за что был награждён орденом Железный Крест

### В Японии
Правительство периода Мэйдзи решило принять для Императорской армии Японии модель построения прусской армии, что последовало за победой Германии над Францией в ходе франко-прусской войны. Японская сторона сделала запрос о военном советнике, и прусский генерал-фельдмаршал Карл Бернхард фон Мольтке направил к ним Меккеля. Меккель (имеющий в то время звание майора) был приглашён в Японию в качестве преподавателя военной академии и советника при генеральном штабе Императорской армии Японии. Он работал совместно с будущим премьер-министром Японии генералом Кацура Таро, генералом Ямагата Аритомо, будущим маршалом Ояма Ивао и стратегом Каваками Сороку. Меккель внёс многочисленные предложения, которые были впоследствии приняты. Среди них — реорганизация структуры командования армией, разбиение её на дивизии и полки, повышение мобильности, отлаженная логистика армии и структура транспортировки, соединение основных военных баз железными дорогами, выделение артиллерийских и инженерных полков в отдельные командные единицы, улучшение системы всеобщей воинской обязанности. Бюст Меккеля был установлен перед высшей военной академией Императорской Армии Японии с 1909 по 1945 годы.
Несмотря на то, что период его пребывания в Японии (1885—1888) был сравнительно недолог, Меккель оказал существенное влияние на развитие японских вооружённых сил. Ему приписывают применение военной теории Карла Клаузевица к процессу улучшения тактик. Обучая около шестидесяти высших чинов японских офицеров тактике, стратегии и организации, он смог вытеснить предшествующее влияние французских советников. Меккель особенно заострял внимание своих учеников на идее Германа Рёслера о преданности императору, рассказывая о том, что именно это было причиной успехов прусских вооружённых сил. Это было изложено в статьях XI—XIII конституции Мэдзи.
Реформы Меккеля обусловили сокрушительную победу Японии над Китаем в войне 1894—1895 годов.
Однако, тот факт, что Меккель переоценивал роль пехоты в наступательных кампаниях впоследствии стал одной из причин большого числа потерь со стороны Японии в русско-японской войне 1904—1905 годов.

### В Германии
После возвращения в Германию Якоб Меккель был приписан ко Второму Пехотному Полку, дислоцированному в Майнце, повышен в звании до генерал-майора и поставлен во главе вооружённых сил Германии в области Рейна. Он указывается редактором второго и третьего издания труда Шеллендорфа Обязанности генерального штаба (Der Dienst des Generalstabes im Frieden und im Krieg) Меккель стал заместителем начальника штаба германской армии в 1895. Однако, по причине личной неприязни германского императора Вильгельма II, он не был принят в ряды юнкеров. Вместо этого он был назначен командиром восьмой пехотной бригады германской армии, и, спустя небольшое время, он ушёл в отставку. Якоб Меккель умер в курортном городе Гернроде в возрасте 65 лет.

## Награды
Королевства Пруссия:
- Железный крест 2-го класса (1870)[10]
- Орден Красного орла 4-го класса (18 января 1881)[11]
- Орден Красного орла 3-го класса с бантом (17 июня 1889)[12]
- Орден Короны 2-го класса (19 сентября 1891)[13]
- Орден Красного орла 2-го класса с дубовыми листьями

Японской империи:
- Орден Восходящего солнца 2-го класса
- Орден Священного сокровища 2-го класса

Прочие:
- Династический орден Вендской короны, рыцарский крест (великое герцогство Мекленбург-Шверин и Мекленбург-Стрелиц)
- Орден Леопольда I, рыцарский крест (королевство Бельгия)
- Императорский австрийский орден Франца Иосифа, большой крест (1894, Австро-Венгрия)

## Труды
- Изучение военного дела (Studien über das Kriegsspiel), 1873
- Учебник тактики (Lehrbuch der Taktik), 1874—1876
- Инструкции к военному делу (Anleitung zum Kriegsspiele), 1875, 2 издание 1904
- Улучшенный военный аппарат (Der verbesserte Kriegsspiel-Apparat), 1875, 2 издание 1900
- Элементы тактики (Die Elemente der Taktik), 1877, 2 издание 1883, 3 издание Основы тактики (Grundriß der Taktik) 1895, 4 издание 1897 (оцифрованная версия, PDF 3 издания(нем.) (недоступная ссылка))
- Тактика. Всеобщий учебник по тактике полевого боя (Taktik. Allgemeine Lehre von der Truppenführung im Felde), 1881, 2 издание 1883, 3 издание 1890 — Всеобщий учебник по тактике полевого боя (Allgemeine Lehre von der Truppenführung im Krieg)
- Предисловие к Отто фон Готтенбергу: С японцами над Jalu (Mit den Japanern über den Jalu), 1904